# سوپر جام اروپا ۱۹۹۶
فینال سوپر جام اروپا ۱۹۹۶، رقابت پایانی سوپر جام اروپا است که مابین دو تیم باشگاه فوتبال یوونتوس و باشگاه فوتبال پاریس سن ژرمن برگزار شده‌است.
این مسابقه که در تاریخ‌های ۱۵ ژانویه ۱۹۹۷ و ۵ فوریه ۱۹۹۷ انجام شده‌است در مجموع با نتیجه ۹ بر ۲ به سود باشگاه فوتبال یوونتوس به پایان رسید.